# 奥宾-洛赫豪森-朗维德
奥宾-洛赫豪森-朗维德（德語：Aubing-Lochhausen-Langwied）是德国巴伐利亚州首府慕尼黑的市辖第22区。作为慕尼黑全市面积最大（近3400平方公里）和人口密度最低（每平方公里1242人）的市辖区，其境内有广阔的绿地、森林和农业用地。它连同奥宾洛赫和休憩用地朗维德湖区可为整个慕尼黑西部实现重要的平衡及复原功能。
目前于市辖区的西南部、即弗赖哈姆农庄的东及东北部，正在建设一个新的市分区——弗赖哈姆。

## 地理

### 区划
奥宾-洛赫豪森-朗维德包含有慕尼黑的三个市分区，它们以往曾是独立的地方，至1942年才被强行并入慕尼黑。
- 奥宾（德语：Aubing）
- 洛赫豪森（德语：Lochhausen (München)）
- 朗维德（德语：Langwied (München)）

出于管理和统计目的，市辖区又被划分为三个次级分区（区分区）：
1. 老奥宾（Altaubing）
2. 奥宾-南（Aubing-Süd）
3. 洛赫豪森

其中市分区洛赫豪森和朗维德共同组成了区分区洛赫豪森，而市辖区奥宾则分割为两个区分区。

### 方位
与奥宾-洛赫豪森-朗维德相邻的分别是（顺时针方向）位于东侧的市辖区阿拉赫-下门钦和帕兴-上门钦，南侧的市镇格雷弗尔芬，西南侧的盖默灵，西侧的普赫海姆和格勒本采尔，以及北侧的奥尔兴、贝格基兴和卡尔斯费尔德。

## 人口统计
(截至每年12月31日)
| 年份 | 人口   | 外国人（比例） | 面积 （km²） | 人口密度 （每km²） | 来源及其它数据                                 |
| ---- | ------ | -------------- | ------------ | ------------------ | ---------------------------------------------- |
| 2000 | 37,425 | 6,576 (17.6 %) | 34.0456      | 1,099              | 慕尼黑统计年鉴2001（页面存档备份，存于） (PDF) |
| 2001 | 37,693 | 6,659 (17.7 %) | 34.0456      | 1,107              | 慕尼黑统计年鉴2002（页面存档备份，存于） (PDF) |
| 2002 | 37,532 | 6,650 (17.7 %) | 34.0456      | 1,102              | 慕尼黑统计年鉴2003（页面存档备份，存于） (PDF) |
| 2003 | 37,556 | 6,739 (17.9 %) | 34.0509      | 1,103              | 慕尼黑统计年鉴2004（页面存档备份，存于） (PDF) |
| 2004 | 37,595 | 6,835 (18.2 %) | 34.0563      | 1,104              | 慕尼黑统计年鉴2005（页面存档备份，存于） (PDF) |
| 2005 | 37,560 | 7,015 (18.7 %) | 34.0576      | 1,103              | 慕尼黑统计年鉴2006（页面存档备份，存于） (PDF) |
| 2006 | 37,857 | 7,018 (18.5 %) | 34.0576      | 1,112              | 慕尼黑统计年鉴2007（页面存档备份，存于） (PDF) |
| 2007 | 38,091 | 7,082 (18.6 %) | 34.0576      | 1,118              | 慕尼黑统计年鉴2008（页面存档备份，存于） (PDF) |
| 2008 | 38,327 | 7,213 (18.8 %) | 34.0576      | 1,125              | 慕尼黑统计年鉴2009（页面存档备份，存于） (PDF) |
| 2009 | 38,268 | 7,157 (18.7 %) | 34.0601      | 1,124              | 慕尼黑统计年鉴2010（页面存档备份，存于） (PDF) |
| 2010 | 38,863 | 7,574 (19.5 %) | 34.0601      | 1,141              | 慕尼黑统计年鉴2011（页面存档备份，存于） (PDF) |
| 2011 | 39,789 | 8,078 (20.3 %) | 34.0601      | 1,168              | 慕尼黑统计年鉴2012（页面存档备份，存于） (PDF) |
| 2012 | 41,116 | 8,806 (21.4 %) | 34.0601      | 1,207              | 慕尼黑统计年鉴2013（页面存档备份，存于） (PDF) |
| 2013 | 42,305 | 9,435 (22.3 %) | 34.0602      | 1,242              | 慕尼黑统计年鉴2014（页面存档备份，存于） (PDF) |
| 2014 | 42,859 | 9,996 (23.3 %) | 34.0602      | 1,258              | 慕尼黑统计年鉴2015（页面存档备份，存于） (PDF) |

## 交通

### 高速公路
在2006年2月，99号高速公路的部分路段在慕尼黑-洛赫豪森出入口至慕尼黑－林道的96号高速公路之间通车。自此，线路当中的奥宾隧道以1935米的长度成为巴伐利亚州境内最长的高速公路隧道。
下列高速公路出入口均位于或是直接通往奥宾、洛赫豪森及朗维德：
99号高速公路
- 5号出入口 慕尼黑-弗赖哈姆中（München-Freiham-Mitte）
- 7号出入口 慕尼黑-洛赫豪森（München-Lochhausen）
- 8号出入口 慕尼黑-西交汇（Kreuz München-West）

8号高速公路
- 80号出入口 慕尼黑-朗维德（München-Langwied）Anschlussstelle 80
- 81号出入口 慕尼黑-西交汇（Kreuz München-West）

### 公共交通
市辖区内共设有七座车站与慕尼黑城市快铁的四条线路相连：
- 3号线通往马门多夫的朗维德站及洛赫豪森站。
- 4号线通往盖尔滕多夫的莱恩费尔斯街站及奥宾站。
- 8号线通往黑尔兴的新奥宾站。往新奥宾的出城方向还在2013年9月14日增设了弗赖哈姆站（德语：Haltepunkt München-Freiham）以配合新建的同名市分区。
- 6号线（通往图青）与8号线交汇的西十字站。

所有这些出城线路都会经由帕兴和火车总站至卡尔广场（斯塔修斯）及至玛利亚广场。多条巴士线路也会延伸至该区，其中包括快速公交57路，它是从莱姆广场地铁站经由帕兴往返于新奥宾之间运行。地铁及有轨电车则未在该区设站。

## 政治
奥宾-洛赫豪森-朗维德上一次的区议会选举是在2014年3月16日。其议席分配如下：基社盟10席、社民党6席、绿党4席和自民党1席。在奥宾-洛赫豪森-朗维德共30437名符合投票资格的居民中，有13285人行使了自己的表决权，选民投票率约为43.6%。